# Weberbauerocereus churinensis
Weberbauerocereus churinensis är en kaktusväxtart som beskrevs av Friedrich Ritter. Weberbauerocereus churinensis ingår i släktet Weberbauerocereus och familjen kaktusväxter. Inga underarter finns listade i Catalogue of Life.